# Reviens
Reviens is het derde album van Garou, uitgebracht op 10 mei 2003. In Frankrijk behaalde het album platina.

## Nummers
1. "Pas ta route" (2:56)
2. "Et si on dormait" (3:40)
3. "Hemingway" (4:16)
4. "L'aveu" (3:52)
5. "Reviens (Où te caches-tu ?)" (3:12)
6. "Pour l'amour d'une femme" (3:59)
7. "Pendant que mes cheveux poussent" (2:17)
8. "Les filles" (3:08)
9. "Le sucre et le sel" (3:54)
10. "Quand passe la passion" (3:55)
11. "Au coeur de la terre" (3:38)
12. "Prière indienne" (3 :57)
13. "Tout cet amour là" (4:34)
14. "Ne me parlez plus d'elle" (3:44)
15. "Ton premier regard" (4:32)
16. "Une dernière fois encore" (6:23)
17. "La rivière de notre enfants" (3:23), duet met Michel Sardou